# Arkadiusz Żak
Arkadiusz Piotr Żak (ur. 1955) – polski basista. Absolwent warszawskiej Akademii Muzycznej w klasie kontrabasu.

## Kariera muzyczna
Szczególnie aktywny w latach 80., jako muzyk sesyjny. Współpracował m.in. z Andrzejem Korzyńskim, nagrywając partie basu do ścieżki dźwiękowej Akademii pana Kleksa oraz wybranych piosenek na płycie „Franek Kimono”. Nagrywał także z Marylą Rodowicz, Ryszardem Sygitowiczem, Stanisławem Wenglorzem, Krystyną Prońko, Andrzejem Zauchą, Jackiem Skubikowskim i innymi. W 1983 roku wystąpił w filmie pt. To tylko Rock w reż. Pawła Karpińskiego.
Po wycofaniu się z działalności muzycznej, działał w branży tekstylnej.

## Życie prywatne
Ojciec Marii Żak, występującej pod pseudonimem Mery Spolsky.